# CLUMEQ
Der Supercomputer CLUMEQ  wurde von Sun Microsystems 2009 fertiggestellt und befindet sich in Québec, Kanada. Die Basis für das neue Datenzentrum des CLUMEQ Supercomputing Centers bildet ein Silo, in dem bis vor kurzem ein Teilchenbeschleuniger untergebracht war.

## Aufbau und Ausstattung
Der Aufbau eines Datenzentrums in einem Silo war eine ganz neue Aufgabe für die Entwickler. Vorteil dieser Bauform ist, dass man die Systeme viel besser kühlen kann, als in einem herkömmlichen Datenzentrum. Die Rechner wurden ringförmig auf drei Etagen angeordnet. Dadurch entsteht an der Außenseite des runden Bauwerkes eine Kaltluftzone.
Der Rechnertyp gehört zu Sun Blade System (Model Sun Blade 6048). Der Hauptspeicher hat eine Größe von 19200 GB, beim Prozessor handelt es sich um einen Intel EM64T Xeon X55xx (Nehalem-EP) 2800 MHz (11.2 GFlops).

## Forschungsgebiete
Der CLUMEQ Supercomputer wird für Forschungen und Analysen in den u. a. in folgenden Bereichen genutzt:
- Materialforschung sowie der Nanotechnologie
- Astrophysik sowie der Kosmologie
- Klima und Wettervorhersagen
- Biowissenschaften
- Bioinformatik
- zur Berechnung der Zustandsgrößen von Strömungen